# کاتتر

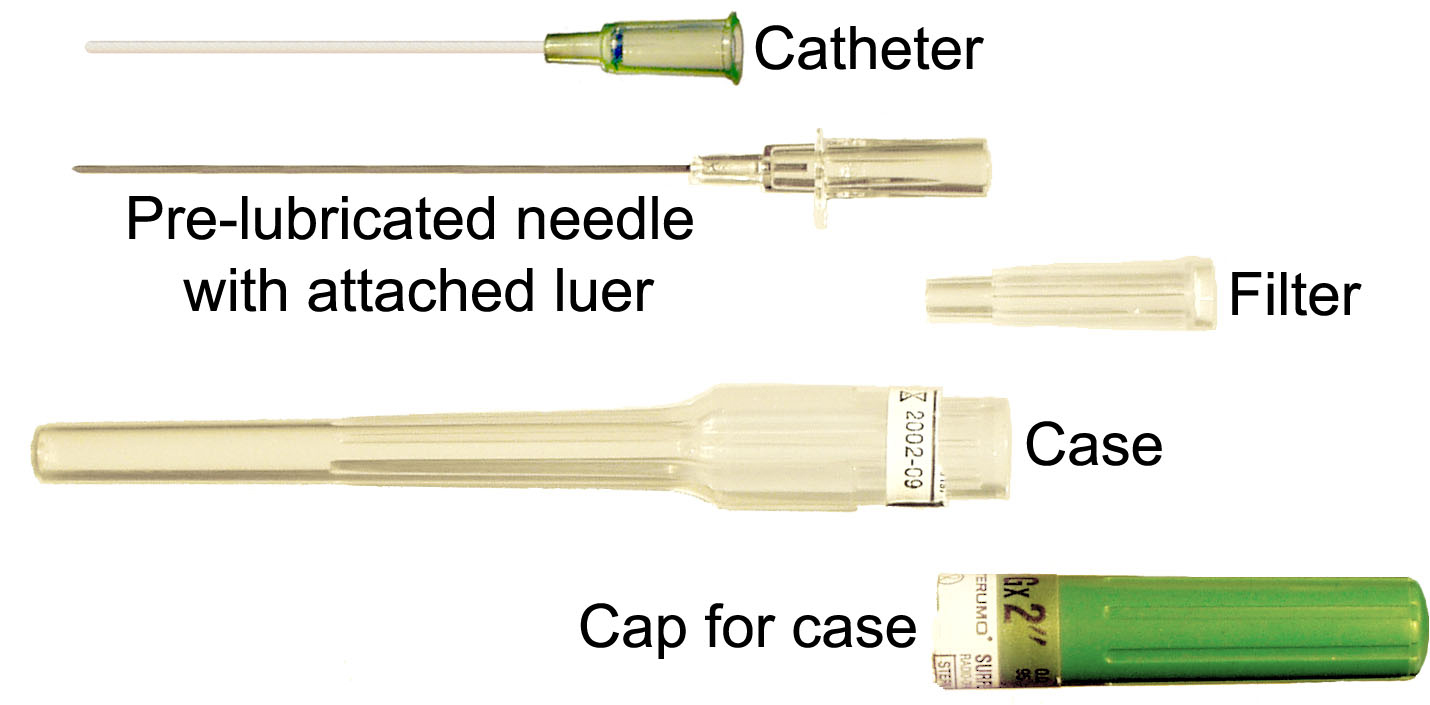
Catheter disassembled

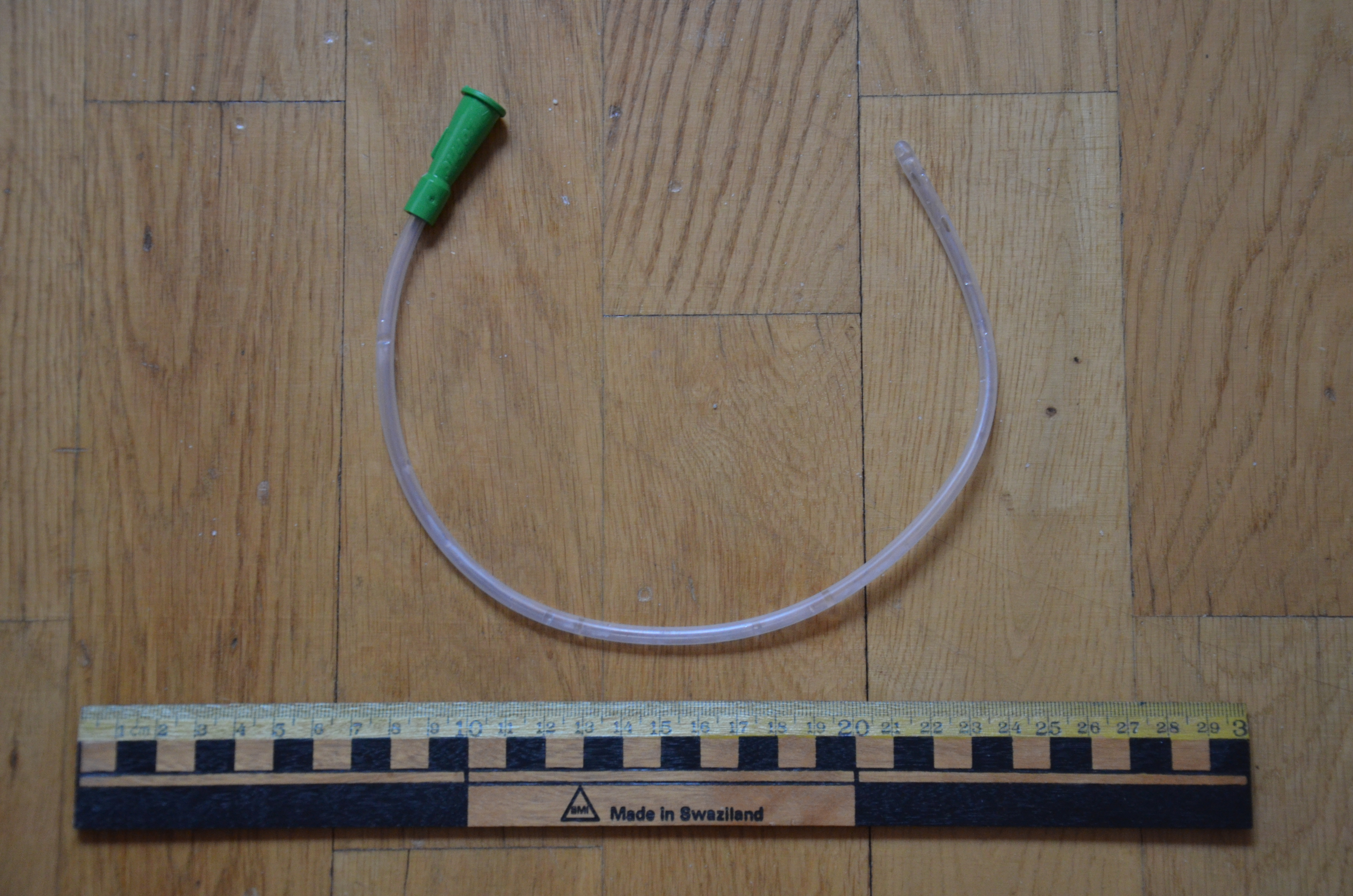
یک کاتتر ادراری یکبار مصرف

کاتتر (به انگلیسی: Catheter) در پزشکی، یک لوله نازک، معمولاً بلند و قابل انعطاف و ساخته شده از مواد دارای کاربرد در پزشکی است که در طیف گسترده‌ای از توابع دانش پزشکی و بهداشت کاربرد دارد. کاتترها وسیله‌ای در خدمت پزشکی هستند که می‌توانند در بدن بیمار برای یک هدف معین استفاده شوند. با تغییر در مواد یا تنظیم شکل کاتتر در مرحله تولید، می‌توان به کاتتر برای قلب و عروق، ارولوژی، گوارش، سیستم عصبی و برنامه‌های کاربردی چشمی دست یافت.
به کاتتر آزمایشگاهی، گمانه (probe) گفته می‌شود.

## واژه شناسی
تلفظ catheter  در زبان انگلیسی تقریبا کثیته است. 
کاتتر از کلمات یونانی κάτω کات (زیر)، ίημι امی (فرستادن) و τήρ برای مصدرسازی متشکل است و به لوله تخلیه مثانه اطلاق می شده است. این کلمه در ترجمه متون طب یونانی به صورت قسطره وارد ادبیات فارسی شده است.